# Tekin
Tekin ist ein türkischer männlicher Vorname und Familienname mit der Bedeutung „der Zuverlässige“.

## Namensträger

### Vorname
- Tekin Kurtuluş (* 1968), deutscher Schauspieler
- Tekin Sönmez (* 1936), türkischer Schriftsteller und Publizist

### Familienname
- Çağrı Tekin (Fußballspieler, 1987), türkischer Fußballspieler
- Çağrı Tekin (Fußballspieler, 1993), türkischer Fußballspieler
- Deniz Tekin (* 1997), türkische Sängerin und Songwriterin
- Emrah Tekin (* 1989), deutscher Webvideoproduzent
- Güngör Tekin (* 1953), türkischer Fußballspieler
- Habib Tekin (* 1989), deutsch-türkischer Literaturwissenschaftler
- Harun Tekin (* 1989), türkischer Fußballspieler
- Kerim Tekin (1975–1998), türkischer Popmusiker
- Latife Tekin (* 1957), türkische Autorin
- Metin Tekin (* 1964), türkischer Fußballspieler
- Muhittin Tekin (* 1985), türkischer Fußballspieler
- Özlem Tekin (* 1971), türkische Rocksängerin
- Rahime Tekin (* 1998), türkische Leichtathletin
- Şinasi Tekin (1933–2004), türkischer Turkologe, Ethnologe und Sprachwissenschaftler
- Taro Emir Tekin (* 1997), türkischer Schauspieler
- Tolga Tekin (Schauspieler) (* 1973), türkischer Schauspieler
- Tolga Tekin (Fußballspieler) (* 1995), türkischer Fußballspieler